# Nitrourea
La nitrourea (Spesso confusa con l'urea nitrato/a o nitrato di urea) è un esplosivo che si ottiene tramite nitrazione dell'urea. Si presenta sotto forma di cristalli bianchi e decompone a circa 150-160 °C. Insolubile a freddo in acqua, è facilmente solubile in acetone.
È un esplosivo ad alto potenziale ma chimicamente instabile; in presenza di umidità si decompone idroliticamente, inertizzandosi. In forma secca, può essere disidratato dall'acido solforico concentrato, operando sotto gli 0 °C, a dare la nitrocarbammide.
Non presenta elevata sensibilità agli urti. Se esposto a fiamme libere, brucia deflagrando, con velocità di combustione più rapida del TNT.
Non ha alcun'applicazione in campo militare e la sua instabilità chimica la rende pericolosa in miscela con altri esplosivi, in quanto ne può provocare l'accensione spontanea.